# Стрибки з трампліна на зимових Олімпійських іграх 2002

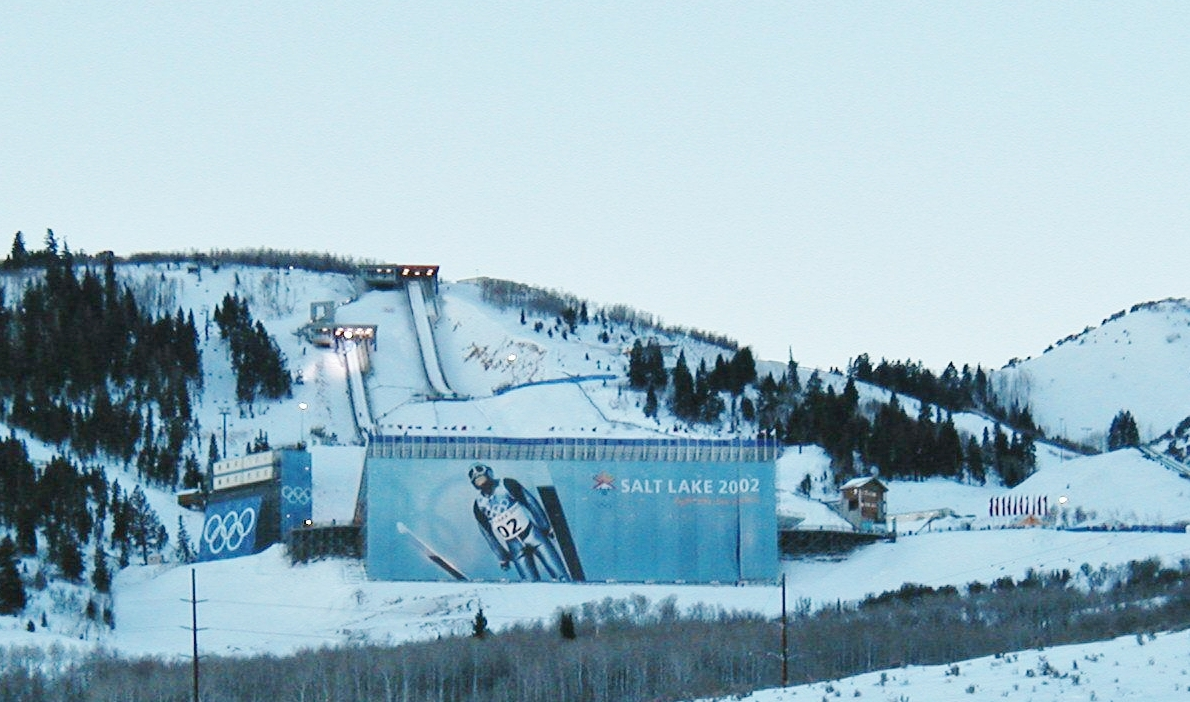
Вигляд трампліна для стрибків з глядацького майданчика в Олімпійський парк Юти у Парк-Сіті.

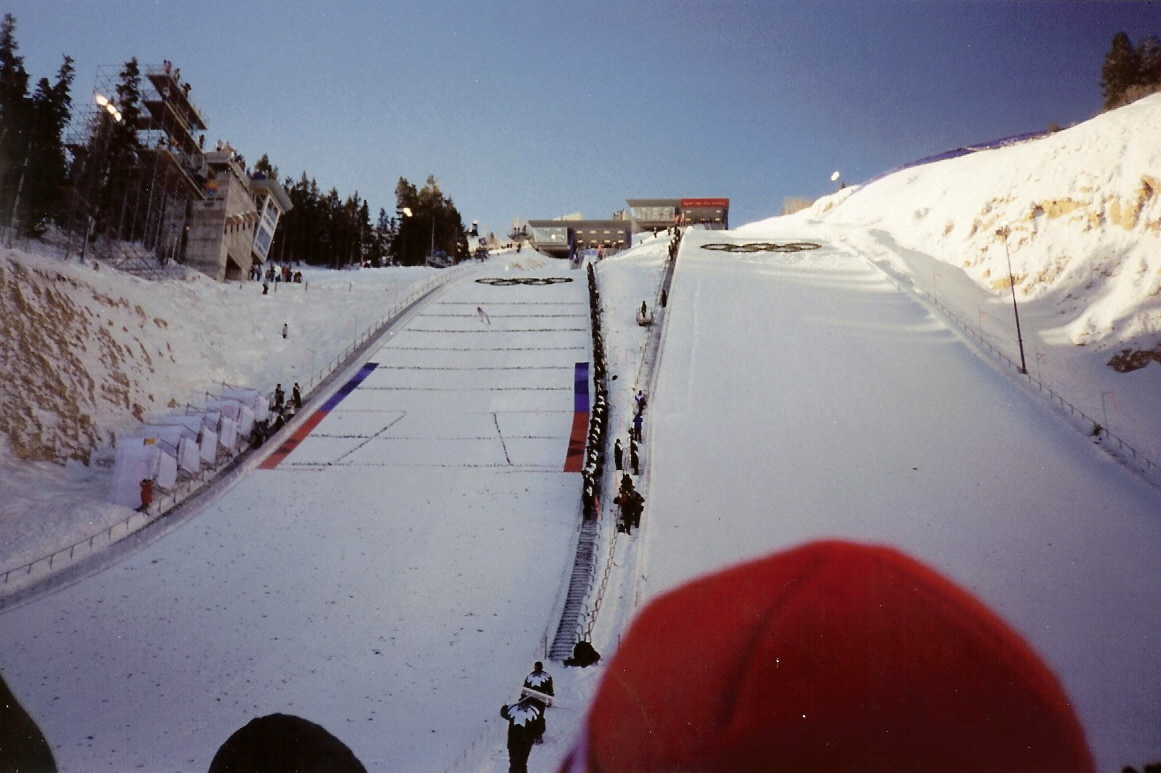
Трамплін для стрибків в Олімпійський парк Юти у Парк-Сіті.

Змагання зі стрибків з трампліна на зимових Олімпійських іграх 2002 тривали з 10 до 13 лютого в Парк-Сіті (США). Розіграно три комплекти нагород.

## Чемпіони та призери

### Таблиця медалей
| Місце               | Країна              | Золото | Срібло | Бронза | Загалом |
| ------------------- | ------------------- | ------ | ------ | ------ | ------- |
| 1                   | Швейцарія (SUI)     | 2      | 0      | 0      | 2       |
| 2                   | Німеччина (GER)     | 1      | 1      | 0      | 2       |
| 3                   | Польща (POL)        | 0      | 1      | 1      | 2       |
| 3                   | Фінляндія (FIN)     | 0      | 1      | 1      | 2       |
| 5                   | Словенія (SLO)      | 0      | 0      | 1      | 1       |
| Загалом (5 збірних) | Загалом (5 збірних) | 3      | 3      | 3      | 9       |

### Види програми
| Дисципліна                                 | Золото                                                                  | Золото | Срібло                                                                            | Срібло | Бронза                                                              | Бронза |
| ------------------------------------------ | ----------------------------------------------------------------------- | ------ | --------------------------------------------------------------------------------- | ------ | ------------------------------------------------------------------- | ------ |
| Особиста першість на нормальному трампліні | Симон Амман · Швейцарія                                                 | 269.0  | Свен Ганнавальд · Німеччина                                                       | 267.5  | Адам Малиш · Польща                                                 | 263.0  |
| Особиста першість на великому трампліні    | Симон Амман · Швейцарія                                                 | 281.4  | Адам Малиш · Польща                                                               | 269.7  | Матті Хаутамякі · Фінляндія                                         | 256.0  |
| Командна першість на великому трампліні    | Німеччина (GER) Свен Ганнавальд Штефан Гокке Міхаель Урман Мартін Шмітт | 974.1  | Фінляндія (FIN) Матті Хаутамякі Велі-Матті Ліндстрем Рісто Юссілайнен Янне Ахонен | 974.0  | Словенія (SLO) Дам'ян Фрас Примож Петерка Роберт Кранєц Петер Жонта | 946.3  |

## Країни-учасниці
У змаганнях зі стрибків з трампліна на Олімпійських іграх у Солт-Лейк-Сіті взяли участь спортсмени 22-х країн. Естонія і Киргизстан дебютували в цій дисципліні.
- Австрія (5)
- Білорусь (1)
- Болгарія (1)
- Чехія (4)
- Естонія (3)
- Фінляндія (5)
- Франція (4)
- Велика Британія (1)
- Грузія (1)
- Німеччина (5)
- Італія (1)
- Японія (5)
- Казахстан (4)
- Киргизстан (1)
- Південна Корея (4)
- Норвегія (4)
- Польща (5)
- Росія (5)
- Словенія (4)
- Швейцарія (4)
- Україна (1)
- США (5)